# Urs Behnisch
Urs Behnisch (* 17. August 1959) ist ein Schweizer Rechtswissenschaftler. Er ist Anwalt und emeritierter Hochschullehrer an der Universität Basel.

## Leben
Behnisch absolvierte nach dem Studium der Rechtswissenschaften im Jahre 1986 die Anwaltsprüfung. Von 1986 bis 1993 arbeitete er als Assistent und Oberassistent an der Universität Bern, wo er 1989 promovierte und 1996 habilitierte. Anschliessend wurde er Lehrbeauftragter in Bern. Seit 2006 ist er Extraordinarius für Steuerrecht an der Universität Basel.
Seine Tätigkeitsschwerpunkte umfassen das Unternehmenssteuerrecht, das Umstrukturierungsrecht sowie das Steuerstrafrecht. Parallel zu seiner akademischen Tätigkeit arbeitet er als Anwalt.